# نسبت خستگی
نسبت خستگی (به انگلیسی: fatigue ratio) به نسبت عمر خستگی (یا استحکام خستگی در ۱۰۸ سیکل) به استحکام کششی ماده گفته می‌شود.
اکثر فلزات غیرآهنی مانند نیکل، مس و منیزیم، نسبت خستگی در حدود ۰٫۳۵ دارند.